# Tuhaň u Dubé
Tuhaň (deutsch Tuhan bei Dauba) ist eine Gemeinde des Okres Česká Lípa in der Region Liberec im Norden der Tschechischen Republik.

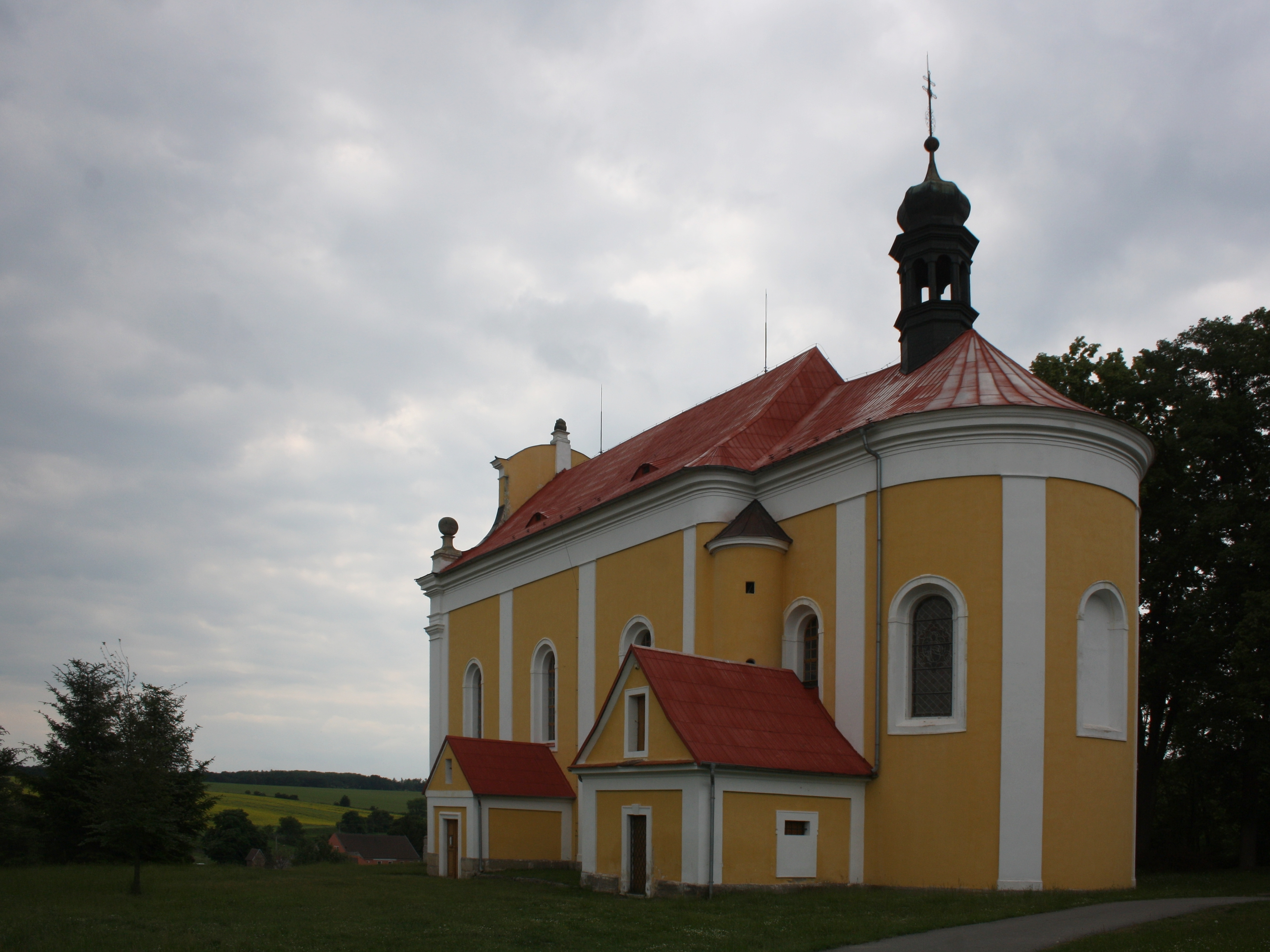
Kirche von St. Gallen

## Geschichte
Erstmals urkundlich erwähnt wurde der Ort 1352.

## Gemeindegliederung
Die Gemeinde besteht aus den Ortsteilen Tuhaň (Tuhan b. Dauba), Dolní Dubová Hora (Unter Eichberg), Domašice (Domaschitz), Obrok (Wobrok), Pavličky (Pablitschka) und  Tuhanec (Tuhanzel). Grundsiedlungseinheiten sind Domašice, Obrok, Pavličky, Tuhaň und Tuhanec.
Das Gemeindegebiet gliedert sich in die Katastralbezirke Domašice, Pavličky, Tuhaň u Dubé und Tuhanec.